# كلايبول (أريزونا)
كلايبول (بالإنجليزية: Claypool CDP, Arizona)‏ هي منطقة سكنية تقع بولاية أريزونا في الولايات المتحدة. تبلغ مساحتها 3.04 كم2، وترتفع عن سطح البحر 1014 م، بلغ عدد سكانها 1538 نسمة في عام 2010 حسب إحصاء مكتب تعداد الولايات المتحدة وتصل الكثافة السكانية فيها 505.9 نسمة لكل كيلومتر مربع (1,310.3/ميل2).

## التركيبة السكانية
حدّد مكتب تعداد الولايات المتحدة بيانات التركيبة السكانية لكلايبول في تعداد الولايات المتحدة. في ما يلي، التركيبة السكانية حسب تعدادي 2000 و2010.

### تعداد عام 2000
بلغ عدد سكان كلايبول 1794 نسمة بحسب تعداد عام 2000، وبلغ عدد الأسر 683 أسرة وعدد العائلات 486 عائلة مقيمة في المنطقة السكنية. في حين سجلت الكثافة السكانية 590.1 نسمة لكل كيلومتر مربع (1,528.4/ميل2). وبلغ عدد الوحدات السكنية 786 وحدة بمتوسط كثافة قدره 258.6 لكل كيلومتر مربع (669.8/ميل2).
وتوزع التركيب العرقي للمنطقة السكنية بنسبة 78.48% من البيض و0.95% من الأمريكيين الأفارقة و1.56% من الأمريكيين الأصليين و0.11% من الأمريكيين ذوي الأصول الآسيوية و15.83% من الأعراق الأخرى و3.07% من عرقين مختلطين أو أكثر و41.03% من الهسبانيون أو اللاتينيون من أي عرق.
بلغ عدد الأسر 683 أسرة كانت نسبة 36.5% منها لديها أطفال تحت سن الثامنة عشر تعيش معهم، وبلغت نسبة الأزواج القاطنين مع بعضهم البعض 55.5% من أصل المجموع الكلي للأسر، ونسبة 11.3% من الأسر كان لديها معيلات من الإناث دون وجود شريك، بينما كانت نسبة 4.4% من الأسر لديها معيلون من الذكور دون وجود شريكة وكانت نسبة 28.8% من غير العائلات. تألفت نسبة 24.6% من أصل جميع الأسر من عدة أفراد يعيشون في نفس المنزل ونسبة 13.2% كانت تتألف من شخص يعيش بمفرده يبلغ من العمر 65 عاماً أو أكثر. وبلغ متوسط حجم الأسرة المعيشية 2.63، أما متوسط حجم العائلات فبلغ 3.14.
بلغ العمر الوسطي للسكان 39.4 عاماً. وكانت نسبة 27.8% من القاطنين تحت سن الثامنة عشر، وكانت نسبة 7.3% بين الثامنة عشر والرابعة والعشرين عاماً، ونسبة 23.2% كانت واقعةً في الفئة العمرية ما بين الخامسة والعشرين والرابعة والأربعين عاماً، ونسبة 25.9% كانت ما بين الخامسة والأربعين والرابعة والستين، ونسبة 15.7% كانت ضمن فئة الخامسة والستين عاماً فما فوق. يوجد لكل 100 أنثى 93.3 ذكر، ويوجد لكل 100 أنثى في الثامنة عشر من عمرها فما فوق 89.6 ذكر.
بلغ متوسط دخل الأسرة في المنطقة السكنية 34196 دولارًا، أما متوسط دخل العائلة فبلغ 47593 دولارًا. وكان متوسط دخل الذكور 33571 دولارًا مقابل 23661 دولارًا للإناث. وسجل دخل الفرد الخاص بالمنطقة السكنية 16246 دولارًا. وكانت نسبة 6.4% من العائلات ونسبة 12.1% من السكان تحت خط الفقر، وكان من هؤلاء نسبة 16.4% تحت سن الثامنة عشر ونسبة 15% في الخامسة والستين من العمر وما فوق.

### تعداد عام 2010
بلغ عدد سكان كلايبول 1538 نسمة بحسب تعداد عام 2010، وبلغ عدد الأسر 616 أسرة وعدد العائلات 403 عائلة مقيمة في المنطقة السكنية. في حين سجلت الكثافة السكانية 505.9 نسمة لكل كيلومتر مربع (1,310.3/ميل2). وبلغ عدد الوحدات السكنية 750 وحدة بمتوسط كثافة قدره 246.7 لكل كيلومتر مربع (639.0/ميل2).
وتوزع التركيب العرقي للمنطقة السكنية بنسبة 83.36% من البيض و0.72% من الأمريكيين الأفارقة و1.82% من الأمريكيين الأصليين و0.39% من الأمريكيين ذوي الأصول الآسيوية و11.70% من الأعراق الأخرى و2.02% من عرقين مختلطين أو أكثر و38.56% من الهسبانيون أو اللاتينيون من أي عرق.
بلغ عدد الأسر 616 أسرة كانت نسبة 30% منها لديها أطفال تحت سن الثامنة عشر تعيش معهم، وبلغت نسبة الأزواج القاطنين مع بعضهم البعض 42.4% من أصل المجموع الكلي للأسر، ونسبة 13.8% من الأسر كان لديها معيلات من الإناث دون وجود شريك، بينما كانت نسبة 9.3% من الأسر لديها معيلون من الذكور دون وجود شريكة وكانت نسبة 34.6% من غير العائلات. تألفت نسبة 27.4% من أصل جميع الأسر من عدة أفراد يعيشون في نفس المنزل ونسبة 13.6% كانت تتألف من شخص يعيش بمفرده يبلغ من العمر 65 عاماً أو أكثر. وبلغ متوسط حجم الأسرة المعيشية 2.50، أما متوسط حجم العائلات فبلغ 3.03.
بلغ العمر الوسطي للسكان 45.6 عاماً. وكانت نسبة 24% من القاطنين تحت سن الثامنة عشر، وكانت نسبة 7.7% بين الثامنة عشر والرابعة والعشرين عاماً، ونسبة 17.2% كانت واقعةً في الفئة العمرية ما بين الخامسة والعشرين والرابعة والأربعين عاماً، ونسبة 31.8% كانت ما بين الخامسة والأربعين والرابعة والستين، ونسبة 19.4% كانت ضمن فئة الخامسة والستين عاماً فما فوق. وتوزع التركيب الجنسي للسكان بنسبة 47.4% ذكور و52.6% إناث.